# Reflex van Rossolimo
De reflex van Rossolimo is het reflexmatig optreden van buiging (flexie) van de tweede tot en met vijfde teen wanneer tegen de voetzoolzijde van de tenen of de bal van de voet wordt geslagen. De reflex wordt soms gezien bij gezonde mensen met een algeheel levendig reflexpatroon, maar over het algemeen is de reflex pathologisch en wordt deze gezien bij een (functioneel) letsel in de piramidebaan, meestal op ruggenmergniveau.
De reflex is vernoemd naar de ontdekker ervan, de Russische neuroloog Grigorii Ivanovich Rossolimo (1860-1928). 